# Éléphant indien
 (novembre 2023).
Si vous disposez d'ouvrages ou d'articles de référence ou si vous connaissez des sites web de qualité traitant du thème abordé ici, merci de compléter l'article en donnant les références utiles à sa vérifiabilité et en les liant à la section « Notes et références ».
Sous-espèce
L'éléphant indien (Elephas maximus indicus) est l'une des sous-espèces de l'éléphant d'Asie (Elephas maximus). C'est un mammifère de la famille des éléphantidés. Il fait partie des éléphants contemporains survivants.

## Caractéristiques
En général, les éléphants d'Asie sont plus petits que les éléphants d'Afrique et ont le point le plus haut du corps sur la tête. Le bout de leur trompe a un appendice en forme de doigt. Leur dos est convexe ou plat. Les éléphants indiens atteignent une hauteur d'épaule comprise entre 2 et 3,5 m, pèsent entre 2 000 et 5 000 kg et ont 19 paires de côtes. Leur couleur de peau est plus claire que celle d' E. m. maximus avec de plus petites taches de dépigmentation , mais plus foncées que celles d' E. m. sumatranus. Les femelles sont généralement plus petites que les mâles et ont des défenses courtes ou inexistantes. 
Le plus grand éléphant indien mesurait 3,43 m au garrot. En 1985, deux grands mâles éléphants ont été repérés pour la première fois dans le parc national de Bardia et nommés Raja Gaj et Kanchha. Ils parcouraient ensemble le parc et visitaient occasionnellement des troupeaux de femelles. Raja Gaj mesurait 3,43 m à l'épaule et avait un poids corporel énorme. Son front et ses dômes étaient plus proéminents que chez les autres éléphants mâles d'Asie. Son apparence a été comparée à celle d'un Stegodon et d'un mammouth en raison de sa tête en forme de bi-dôme élevé. 
Les éléphants indiens ont des oreilles plus petites, mais des crânes relativement plus larges et des trompes plus grandes que les éléphants d'Afrique. Les orteils sont grands et larges. Contrairement à leurs cousins africains, leur abdomen est proportionné à leur poids corporel, mais l'éléphant d'Afrique a un gros abdomen par rapport à son crâne.

## Écologie et comportement
Les éléphants sont classés comme mégaherbivores et consomment jusqu'à 150 kg de matière végétale par jour. Ce sont des herbivores généralistes, à la fois capable de pâturer et de brouter. Dans une zone d'étude de 1 130 km 2 dans le sud de l'Inde, les éléphants ont été enregistrés se nourrir de 112 espèces végétales différentes, le plus souvent de l'ordre des Malvales, et des familles de légumineuses, de palmiers, de carex et de vraies graminées. Ils broutent les hautes herbes, mais la portion consommée varie selon la saison. Lorsque la nouvelle chasse apparaît en avril, ils enlèvent les lames tendres en petites touffes. Plus tard, lorsque les herbes dépassent 0,5 m, elles déracinent des touffes entières, les dépoussièrent habilement et consomment les feuilles fraîches, mais jettent les racines. Lorsque les graminées sont mûres en automne, elles nettoient et consomment les parties basales succulentes avec les racines, et rejettent les brins fibreux. Des bambous, ils mangent les semis, les chaumes et les pousses latérales. Pendant la saison sèche de janvier à avril, ils broutent principalement les feuilles et les brindilles préférant le feuillage frais, et consomment des pousses épineuses d'espèces d'acacia sans aucune gêne évidente. Ils se nourrissent de l'écorce de l'épine blanche et d'autres plantes à fleurs, et consomment les fruits du pommier des bois, du tamarinier, du kumbhi et des palmier du genre Phoenix. 
Dans le parc national de Bardia au Népal, les éléphants consomment de grandes quantités d'herbe des plaines inondables, en particulier pendant la saison de la mousson. Ils broutent davantage pendant la saison sèche, l'écorce constituant une partie importante de leur alimentation pendant la partie fraîche de cette saison. Au cours d'une étude dans une zone boisée décidue mixte humide tropicale de 160 km 2 en Assam , on a observé que les éléphants se nourrissaient d'environ 20 espèces d'herbes, de plantes et d'arbres. Les graminées telles que Imperata cylindrica et Leersia hexandra constituaient de loin le composant le plus prédominant de leur régime alimentaire. 
Les modèles de déplacement et d'utilisation de l'habitat d'une population d'éléphants ont été étudiés dans le sud de l'Inde entre 1981 et 1983 dans une zone d'étude de 1 130 km 2. Les types de végétation de cette zone comprennent une forêt d'épines sèches à 250 à 400 m, une forêt de feuillus à 400 à 1 400 m, une forêt à feuilles persistantes rabougrie et des prairies à 1 400 à 1 800 m. Cinq groupes d'éléphants différents, chacun composé de 50 à 200 individus, avaient des domaines vitaux compris entre 105 km 2 et 320 km 2, qui se chevauchaient. Ils préféraient un habitat où l'eau était disponible et où les plantes alimentaires étaient agréables au goût. Pendant les mois secs de janvier à avril, ils se rassemblaient à des densités élevées allant jusqu'à cinq individus par km 2 dans les vallées fluviales où les plantes fourragères avaient une teneur en protéines beaucoup plus élevée contenu dans les hautes herbes grossières sur les pentes des collines. Avec le début des pluies en mai, ils se sont dispersés sur une zone plus large à des densités plus faibles, principalement dans les forêts d'herbes hautes, pour se nourrir des herbes fraîches, qui avaient alors une valeur protéique élevée. Au cours de la deuxième saison des pluies, de septembre à décembre, lorsque les hautes herbes sont devenues fibreuses, elles se sont déplacées vers des forêts ouvertes d'herbes courtes à basse altitude. Le modèle de mouvement normal pourrait être bouleversé pendant des années de conditions environnementales défavorables. Cependant, le schéma de déplacement des éléphants dans cette région n'a pas fondamentalement changé depuis plus d'un siècle, comme en témoignent les descriptions enregistrées au cours du XIXe siècle. 
Dans la réserve de biosphère de Nilgiri, trois groupes d'éléphants avaient des domaines vitaux globaux de 562 km 2, 670 km 2 et 799 km 2 au début des années 1990. Au cours des trois années d'enquête, leurs domaines vitaux annuels se chevauchaient dans une large mesure avec seulement des changements mineurs dans les domaines vitaux entre les années.

## Habitat et répartition
L'éléphant indien est originaire d'Asie continentale : Inde, Népal, Bangladesh, Bhoutan, Birmanie, Thaïlande, péninsule malaise, Laos, Chine, Cambodge et Viêt Nam. Il est régionalement éteint au Pakistan. Il habite les prairies, les forêts sèches à feuilles caduques, humides à feuilles caduques, à feuilles persistantes et semi-persistantes. Au début des années 1990, les populations sauvages estimées comprenaient : 
- 29 864 en Inde[1], où les populations sont limitées à quatre zones générales : 
  - dans le nord-ouest - au pied de l'Himalaya dans l'Uttarakhand et l'Uttar Pradesh, allant du sanctuaire de faune de Katarniaghat à la rivière Yamuna ;
  - dans le nord-est - de la frontière orientale du Népal au nord du Bengale occidental à travers l'ouest de l'Assam le long des contreforts de l'Himalaya jusqu'aux collines de Mishmi, s'étendant dans l'est de l'Arunachal Pradesh, les plaines du haut Assam et les contreforts du Nagaland, jusqu'aux collines de Garo de Meghalaya à travers les collines de Khasi, vers des parties des plaines inférieures du Brahmapoutre et du plateau de Karbi ; des troupeaux isolés se produisent à Tripura, Mizoram, Manipur et dans les districts de la vallée de Barak en Assam :
  - dans la partie centrale - à Odisha, Jharkhand et dans la partie sud du Bengale occidental, avec quelques animaux errant dans le Chhattisgarh;
  - dans le sud – huit populations sont fragmentées les unes des autres dans le nord du Karnataka, dans la ligne de crête de Karnataka – Ghats Occidentaux, à Bhadra – Malnad, à Brahmagiri – Nilgiris – Ghats Orientaux, à Nilambur – Silent Valley – Coimbatore, à Anamalai – Parambikulam, à Periyar – Srivilliputhur, et un à Agasthyamalai ;
- 109 à 142 au Népal[1], où leur aire de répartition est limitée à quelques zones protégées du Terai le long de la frontière avec l'Inde. En 2002, les estimations allaient de 106 à 172 éléphants résidents et migrateurs, la plupart dans le parc national de Bardia ;
- 289 à 437 au Bangladesh[1], où seules des populations isolées survivent dans les Chittagong Hills ;
- 605 à 760 au Bhoutan[1], où leur aire de répartition est limitée aux zones protégées du sud le long de la frontière avec l'Inde ;
- 2 000 à 4 000 en Birmanie[1], où les populations sont très fragmentées et se trouvent dans les chaînes du nord et Arakan Yoma dans l'ouest, Pegu Yoma du centre de Birmanie, Tenasserim et l'État Shan ;

- 3 126 à 3 341 en Thaïlande[1], principalement dans les montagnes le long de la frontière avec la Birmanie, avec des populations fragmentées plus petites dans la péninsule au sud ;
- 3 263 à 3 717 en Malaisie[1] ;
- 500 à 600 au Laos[1], où ils restent largement mais inégalement répartis dans les zones boisées, à la fois dans les hautes terres et les basses terres ;
- 200–250 en Chine, où ils ne survivent que dans les préfectures de Xishuangbanna, Simao et Lincang du sud du Yunnan ;
- 400-600 au Cambodge[1], où ils habitent principalement les montagnes du sud-ouest et dans les provinces de Mondol Kiri et Rotanah Kiri ;
- 104 à 132 au Vietnam[1], dans le sud du pays ;
- 60 à 80 en Indonésie, sur la partie indonésienne de l'île de Bornéo, Kalimantan[1].

## Classification
Sous-espèces :

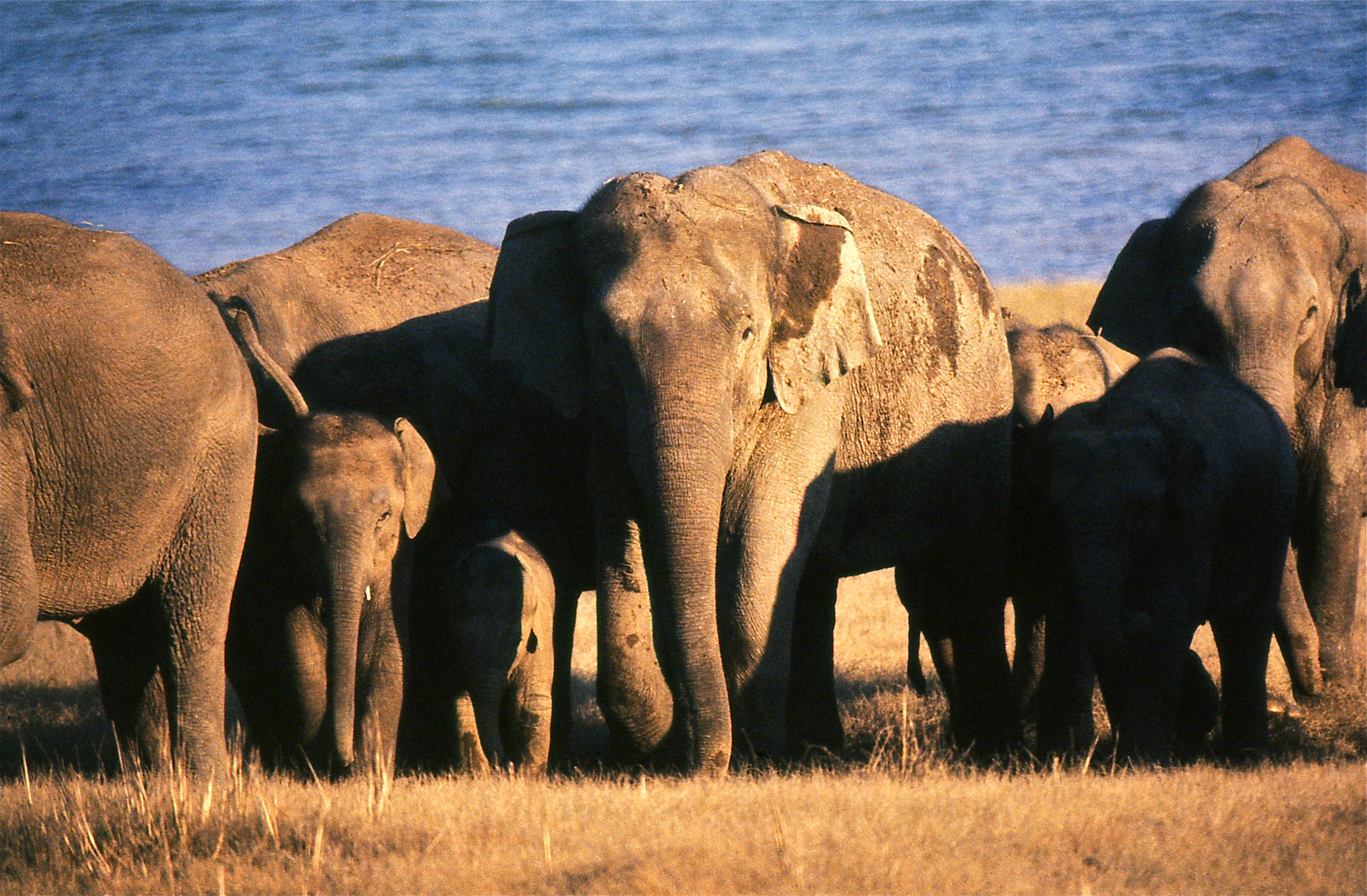
Femelles et éléphanteaux (Parc national de Corbett, Inde)

- Elephas maximus hirsutus, l'éléphant de Malaisie ;
- Elephas maximus maximus, l’éléphant du Sri Lanka ;
- Elephas maximus sumatrensis, l’éléphant de Sumatra ;
- Elephas maximus borneensis, l’éléphant de Bornéo.

## Menaces et conservation
Les éléphants d'Asie sont menacées par la perte de leur habitat à cause de la déforestation.